# Refuge d'Ilhéou
Pour les articles homonymes, voir Ilhéou (homonymie).
Le refuge d'Ilhéou, également dénommé refuge Raymond-Ritter, est un refuge gardé du massif de Cauterets situé dans les Pyrénées françaises, à 1 988 m d'altitude.

## Localisation
Le refuge est situé dans la vallée d'Ilhéou, en limite nord du parc national des Pyrénées et au nord-est du lac d'Ilhéou, sur le territoire de la commune de Cauterets dans le département des Hautes-Pyrénées.

## Histoire
Construit en 1970 par le parc national des Pyrénées, le refuge est actuellement une propriété de la Commission syndicale de la vallée de Saint-Savin créée le 25 mars 1841, qui regroupe les communes d'Adast, Cauterets, Lau-Balagnas, Pierrefitte-Nestalas, Saint-Savin, Soulom et Uz.
En 1975, le refuge est dédié au pyrénéiste Raymond Ritter (1894-1974).
En 2003, l'adduction en eau potable a été améliorée et augmentée, le dispositif d'assainissement a été mis aux normes en 2005.

## Accès
Facilement accessible depuis Cauterets, le refuge constitue une étape sur le GR 10. Une piste permet également de rejoindre le plateau du Cambasque au pied de la télécabine du Courbet (1 341 m). Le sentier longe le gave d'Ilhéou et révèle la cascade d'Ilhéou. Le verrou dit Escala d'Ilhéou est le principal obstacle à passer.
Le lac d'Ilhéou est également accessible par la vallée du Marcadau et le col de la Haugade (2 378 m), par les crêtes du Lys (2 303 m), accessibles en remontées mécaniques, et par la vallée d'Estaing en passant par le col d'Ilhéou.

## Ascensions
Le refuge est environné des pics de Nets (2 428 m), de Courounalas (2 566 m), Arrouy (2 785 m) et du Grand Barbat (2 813 m). 

## Particularités
C'est un petit refuge gardé sur le GR 10 sans prestations hivernales.

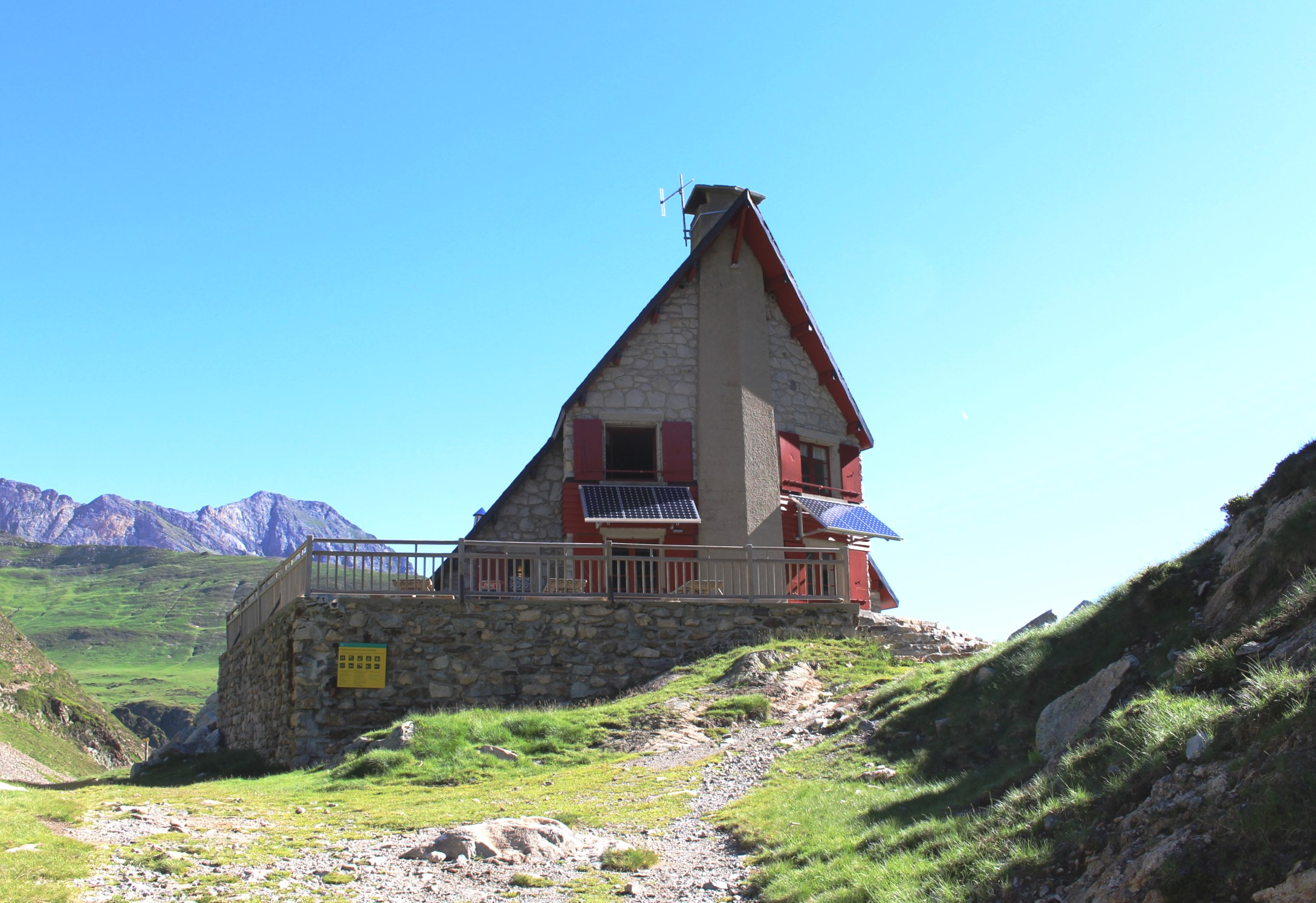
Vue du refuge en 2014.
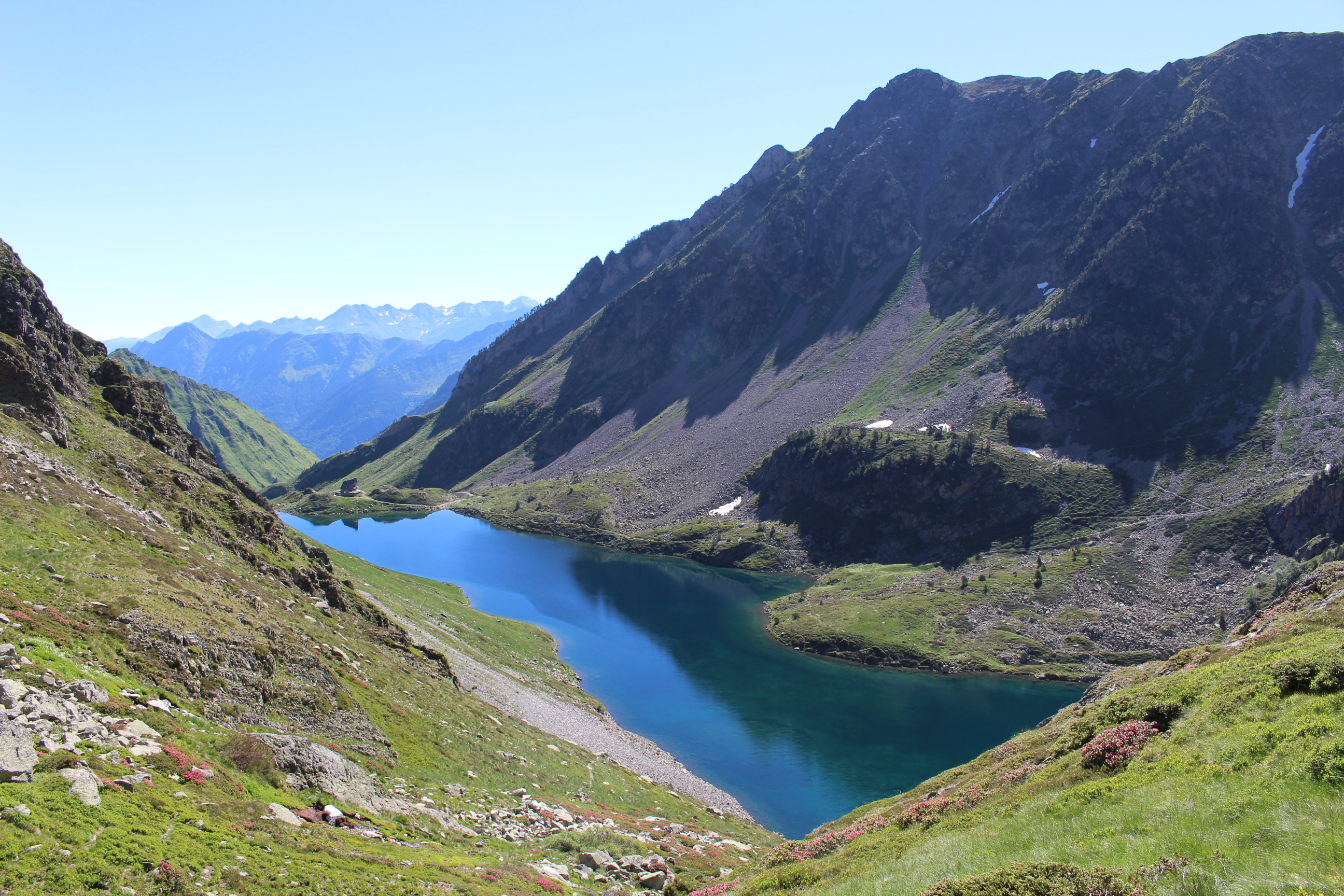
Le lac Bleu d'Ilhéou avec le refuge à l'extrémité.
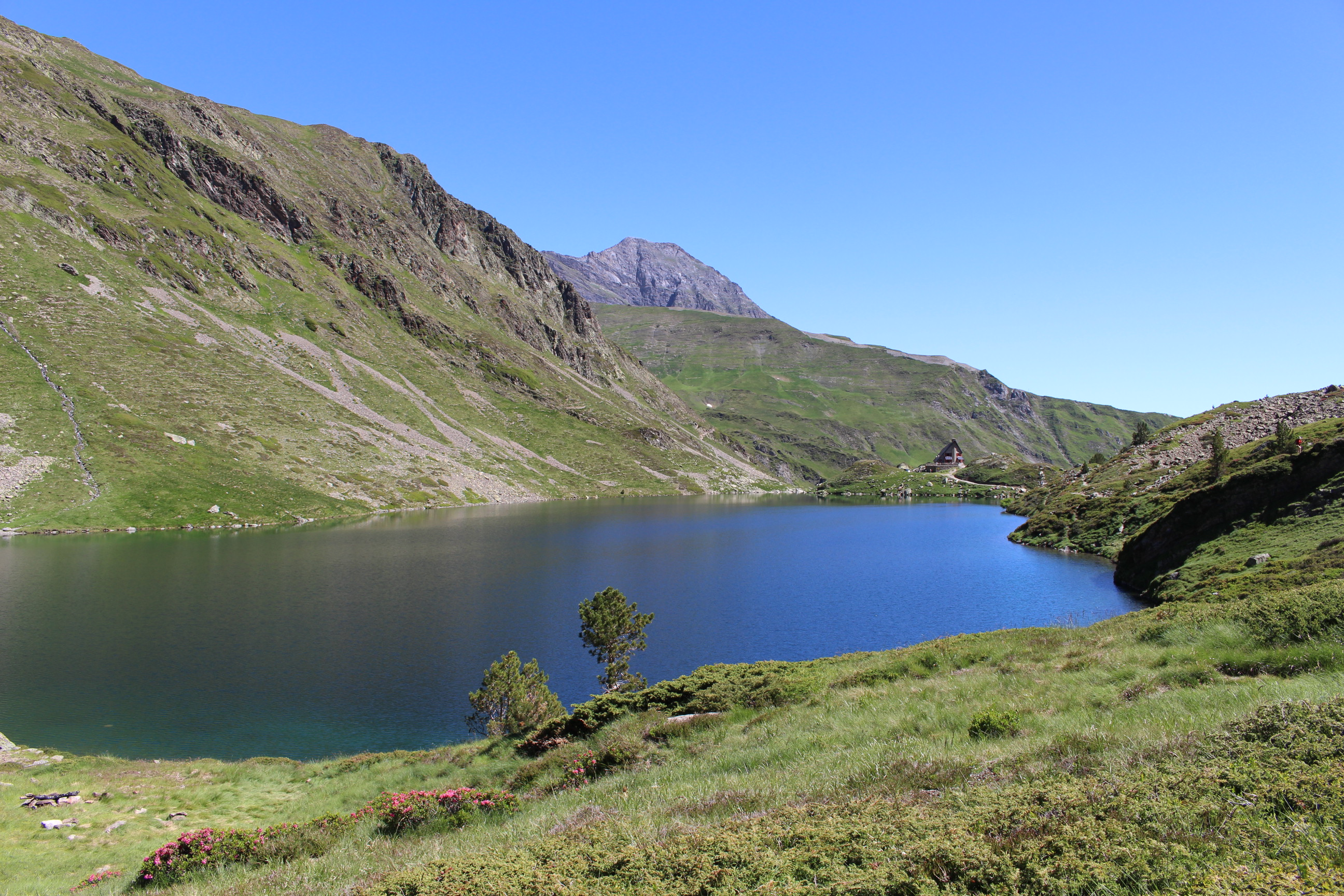
Vue sous un angle différent.
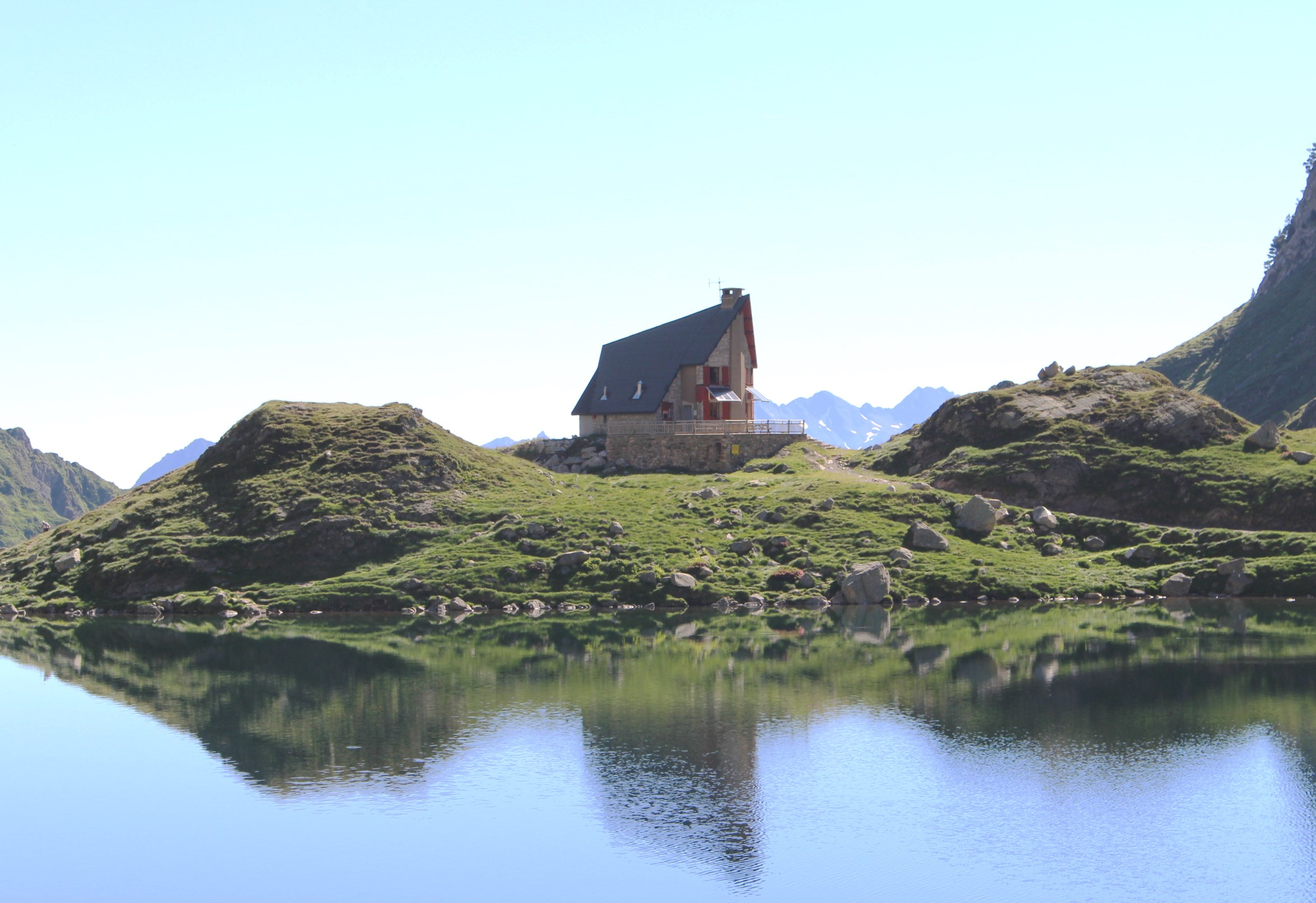
Vue du refuge depuis le lac.
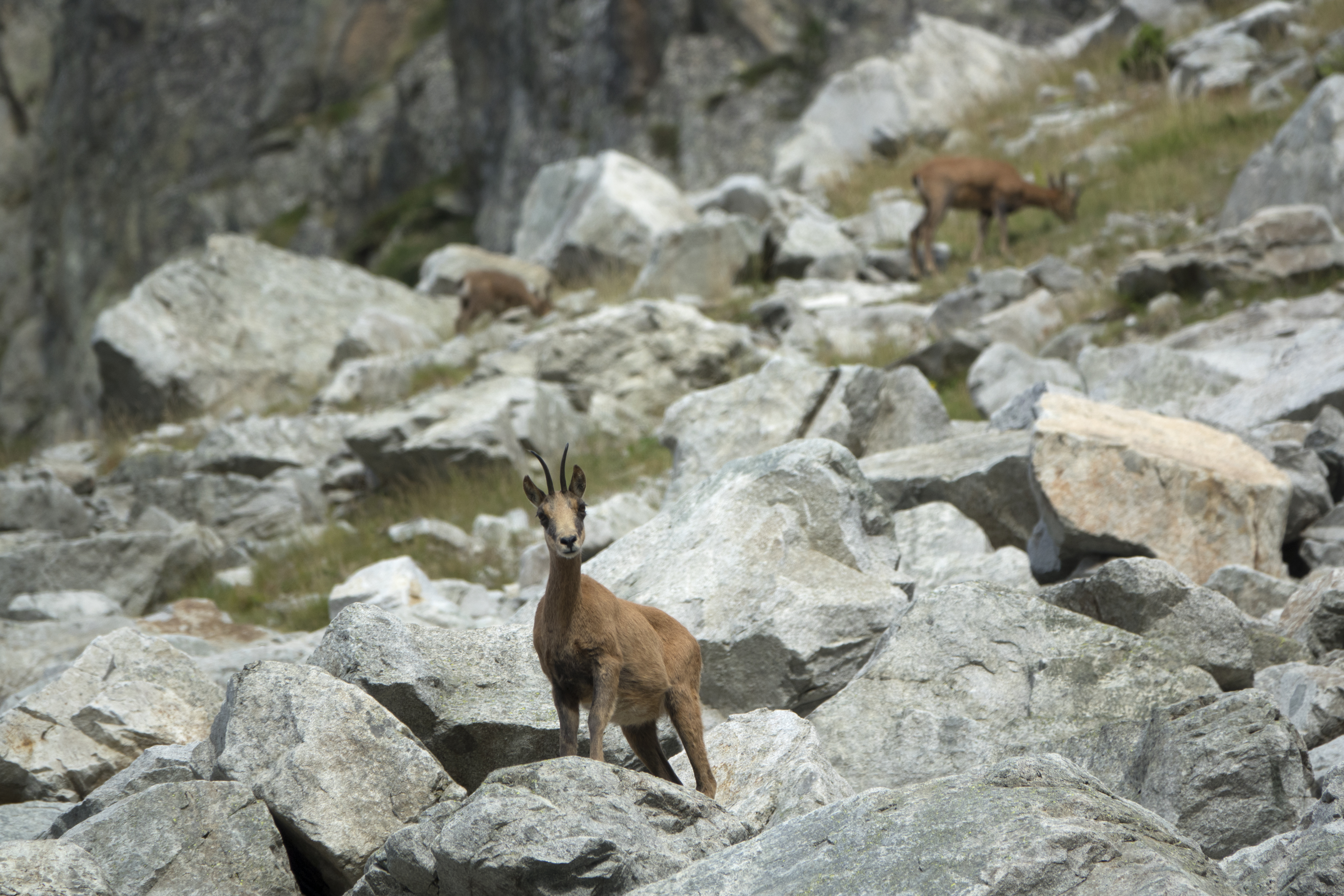
Isards en août près du refuge.
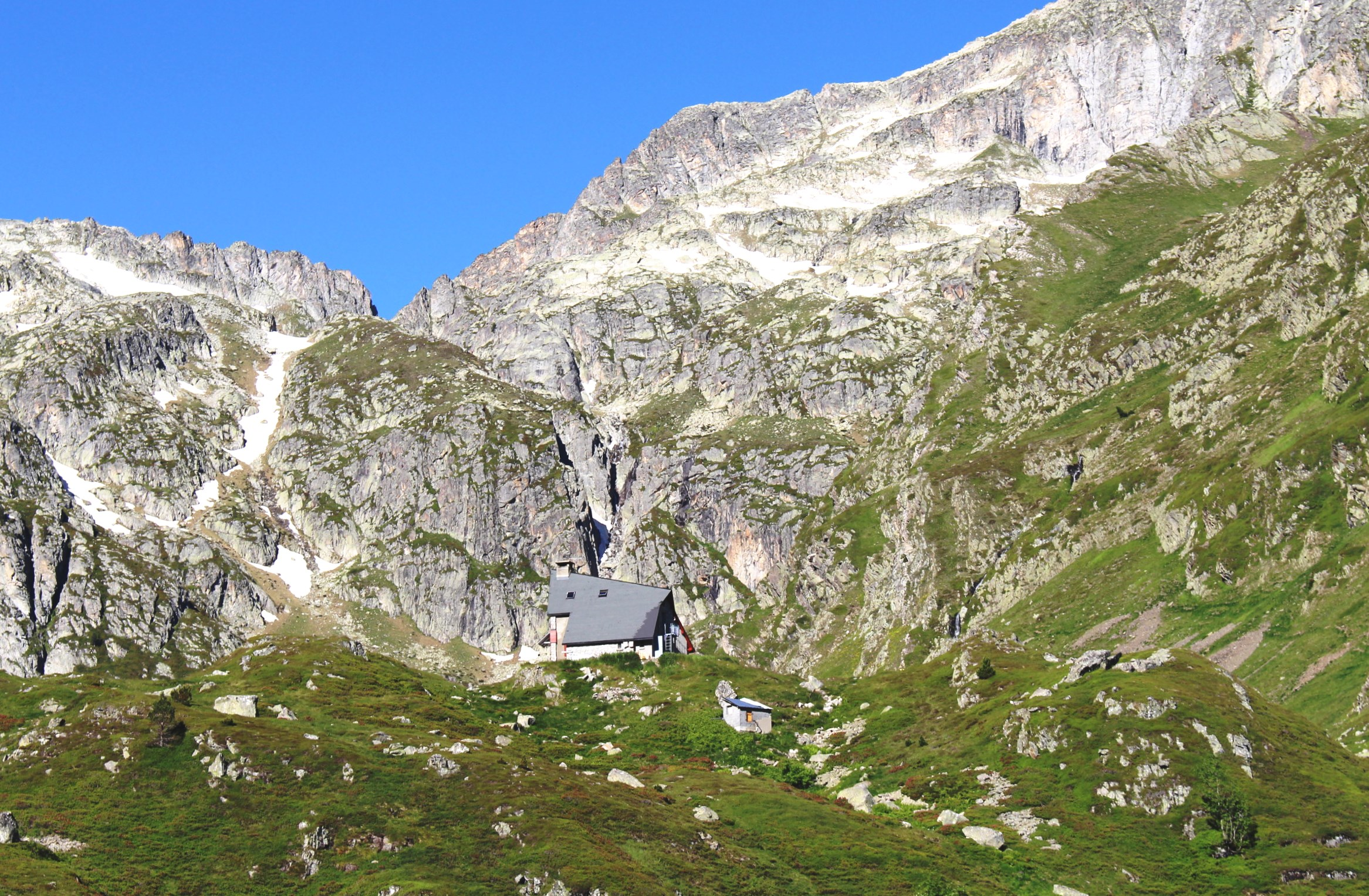
Vue du refuge depuis la vallée.